# Llibertat de premsa

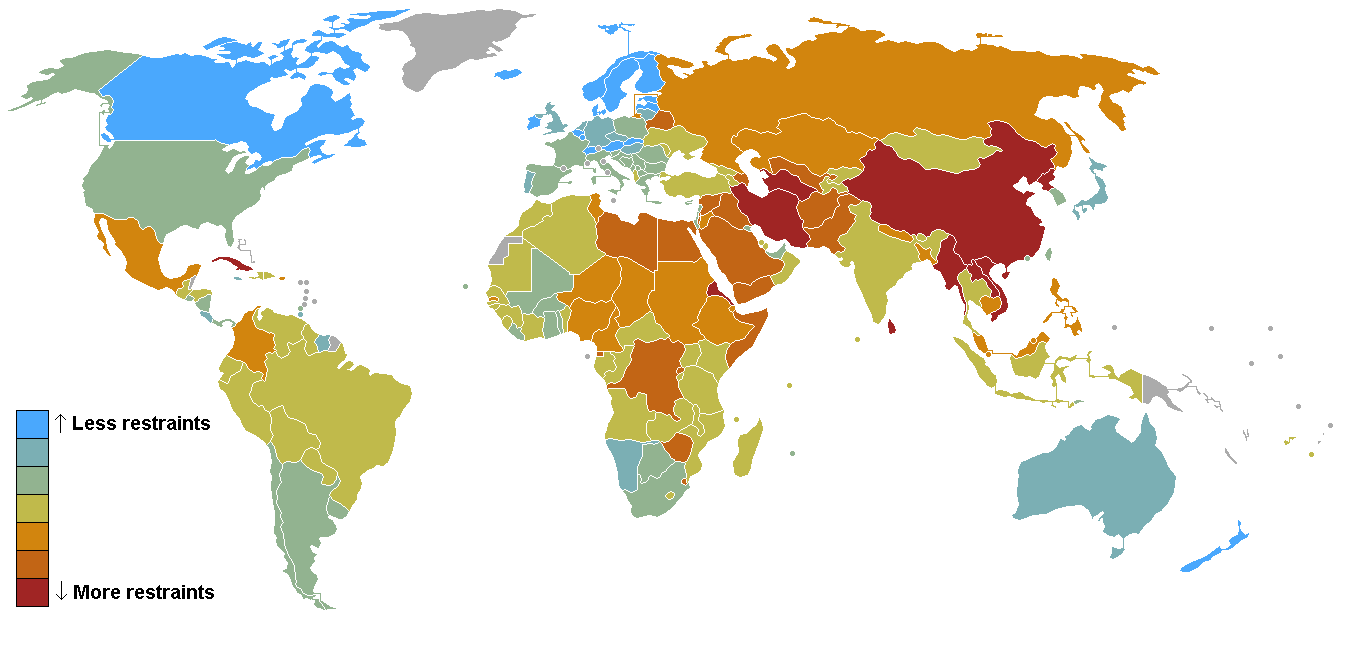
Índex de llibertat de premsa, segons l'organització Reporters Sense Fronteres

La llibertat de premsa és la llibertat o la immunitat dels mitjans de comunicació per a publicar informació, ja sigui mitjançant la impressió o emissió o publicació electrònica, sense cap mena de control governamental o censura. La llibertat de premsa és indispensable per als drets individuals, una societat lliure i el govern democràtic. La Declaració Universal dels Drets Humans estableix que "[t]ot individu té dret a la llibertat d'opinió i d'expressió; això comporta el dret a no ésser inquietat per causa de les opinions i el de cercar, rebre o difondre les informacions i les idees per qualsevol mitjà d'expressió i sense consideració de fronteres."
Hi ha diverses organitzacions no governamentals que fan ús de diversos criteris per a determinar el nivell de llibertat de premsa dels estats del món com ara, els Reporters Sense Fronteres, el Comitè per a Protegir Periodistes i Freedom House.